# Drew Gress

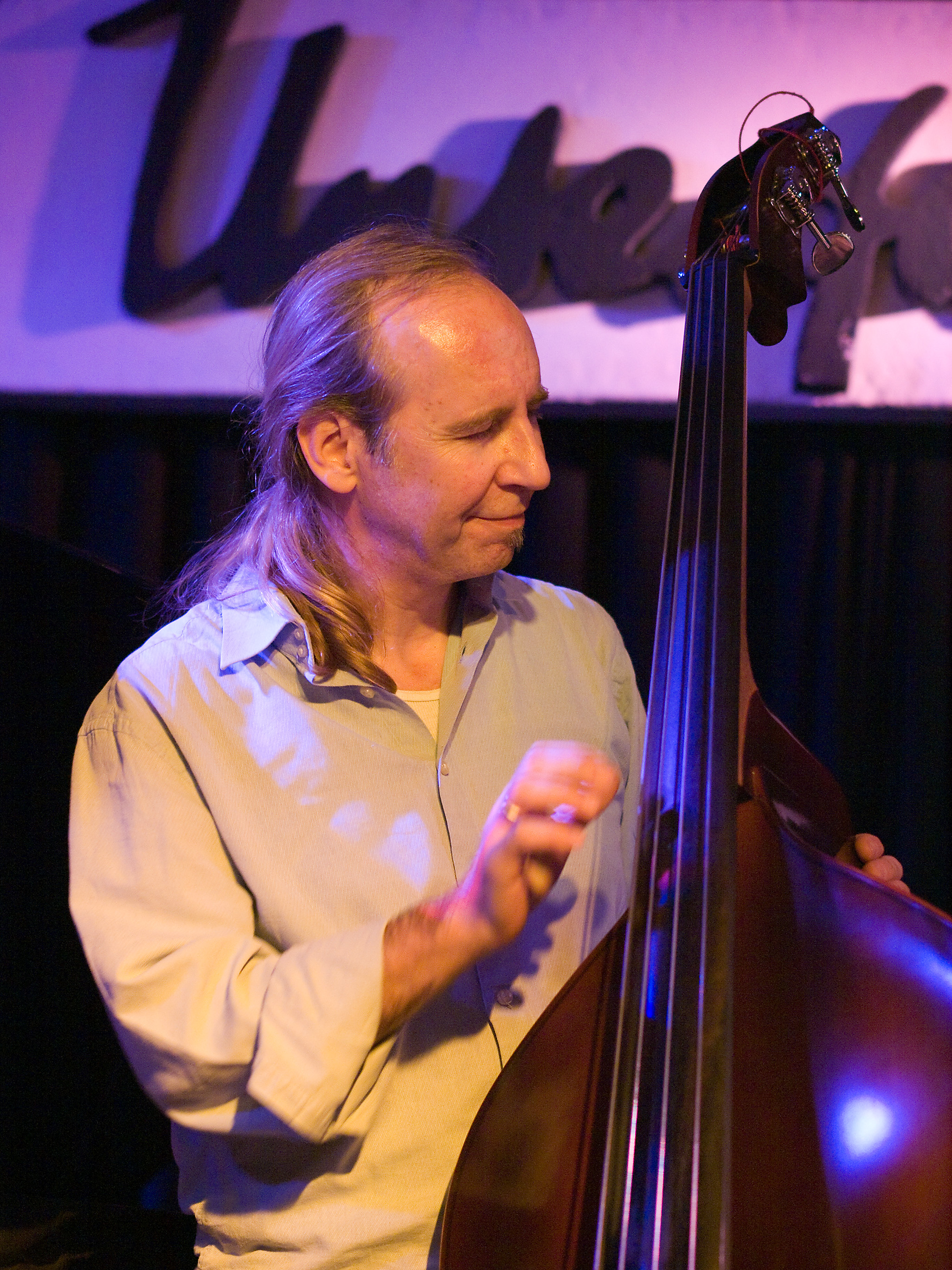
Drew Gress im Jazzclub Unterfahrt (München 2010)

Drew Gress (* 20. November 1959 in Trenton/New Jersey) ist ein US-amerikanischer Bassist des Avantgarde Jazz.

## Leben und Wirken
Gress wurde Mitte der 1980er Jahre in der New Yorker Jazzszene bekannt. Mit Phil Haynes, Ellery Eskelin und Paul Smoker gründete er das Quartett Joint Venture, das zwischen 1987 und 1994 drei Alben bei Enja herausbrachte. Er leitet das eigene Quartett Jagged Sky, mit dem er 1998 sein erstes Album als Bandleader veröffentlichte (u. a. mit Gerry Hemingway).
Daneben bildete Gress Ende der 1990er Jahre mit Tim Berne und Tom Rainey das Trio Paraphrase, mit dem er zwei Alben aufnahm. Er arbeitete außerdem mit Erik Friedlanders Gruppe Chimera, dem Fred Hersch Trio, dem Don Byron Quartet und der Dave Douglas String Group sowie als Sideman u. a. mit Uri Caine, Gerald Cleaver, Ravi Coltrane, Marc Copland, Fred Hersch, John Hollenbeck & The Claudia Quintet, Tony Malaby, Gebhard Ullmann, Janning Trumann und Mat Maneri.  Zu hören ist er auch auf Steve Colemans Album Lucidarium (2004) und auf Sylvie Courvoisiers Chimaera (2023). Im Bereich des Jazz war er zwischen 1979 und 2022 an 279 Aufnahmesessions beteiligt.
Gress unternahm Tourneen durch Europa, Asien, Nord-, Mittel und Südamerika und war Composer in Residence an der University of Colorado und am St. Petersburger Konservatorium.

## Diskographische Hinweise
- Heyday mit Dave Binney, Ben Monder, Kenny Wollesen, 1997
- Spin & Drift mit Tim Berne, Uri Caine, Tom Rainey, 2000
- 7 Black Butterflies mit Ralph Alessi, Tim Berne, Tom Rainey, Craig Taborn, 2003, 2004
- The MacroQuarktet: The Complete Night: Live at the Stone NYC, 2007/2020
- Brewster’s Rooster mit John Abercrombie, Jack DeJohnette, John Surman, 2009
- Remi Charmasson, Drew Gress, André Jaume, Tom Rainey: Fly Baby, Fly (AJMI Series, 2013)
- Jake Wark, Drew Gress, Phil Haynes: Tremor (Corner Store Jazz, 2016)
- Sylvie Courvoisier Trio: Free Hoops (Intakt, 2020)
- Tom Rainey: Obbligato: Untucked in Hannover (Intakt, 2021)
- David Blake: Trio with Drew Gress and Ari Hoenig (Cellar, 2023)